# Státní přírodní rezervace

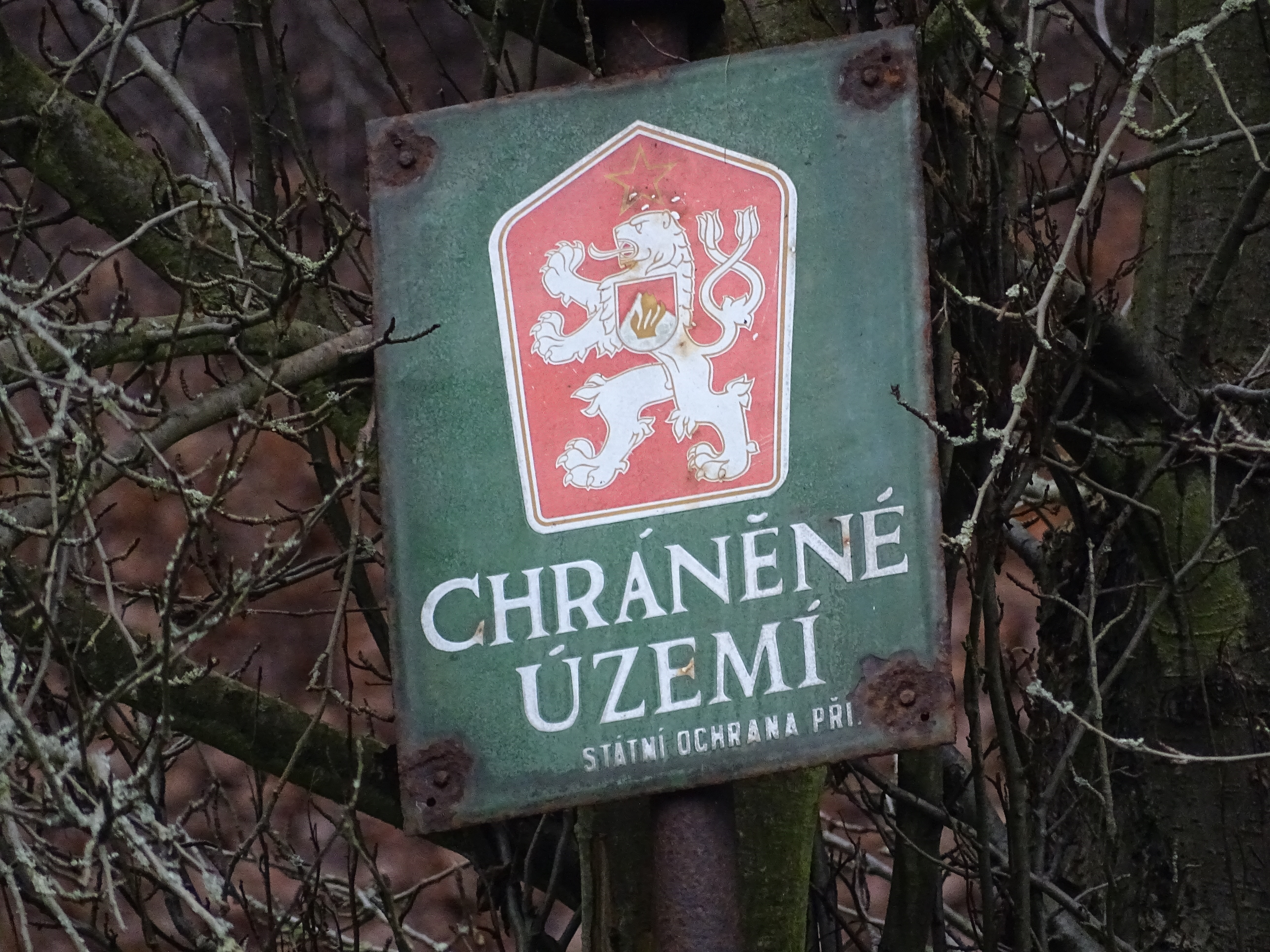
Označení chráněného území v Československé socialistické republice, včetně státní přírodní rezervace

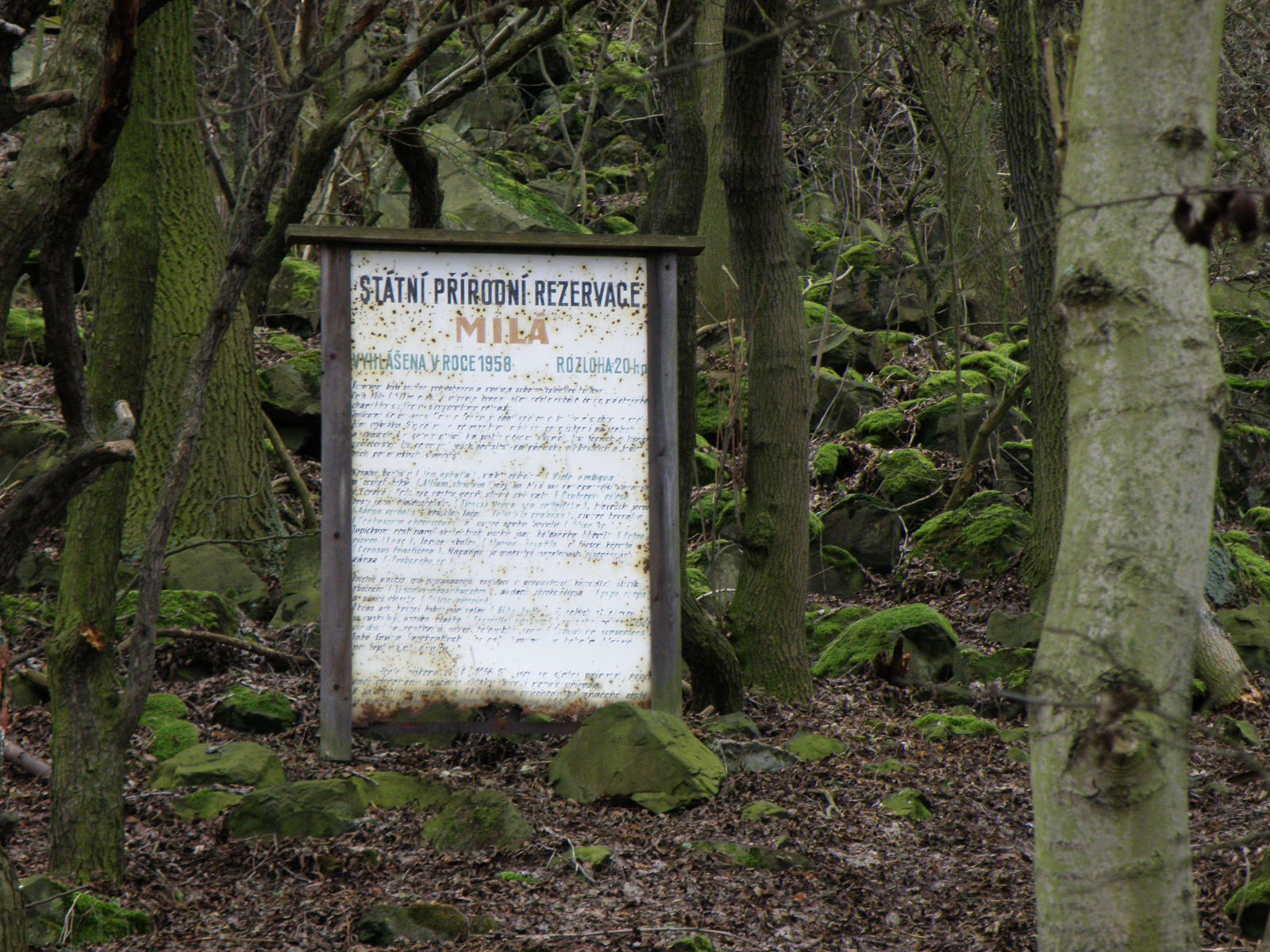
Informační tabule bývalé státní přírodní rezervace Milá

Státní přírodní rezervace byla maloplošná chráněná území v Československu v letech 1956 až 1992. Poté jej nahradilo označení národní přírodní rezervace. Údajně existovaly státní přírodní rezervace jako typ zvláštní ochrany území již za první československé republiky, například výnosem MŠANO z roku 1929 byla v této formě vyhlášena ochrana dnešní přírodní památky Rukávečeská obora. 

## Historie
V letech 1955–1956 byly v Československu vydány zákony o státní ochraně přírody. Pro české země to byl zákon č. 40/1956 Sb., pro Slovensko obdobný č. 1/1955 Sb. Oba tyto téměř stejné zákony, určily nové názvy a pojetí chráněných území v Československu. Vznikly tak tyto kategorie:
- Národní parky (NP)
- Chráněné krajinné oblasti (CHKO)
- Státní přírodní rezervace (SPR)
- Chráněná naleziště (CHN)
- Chráněné parky a zahrady (CHPZ)
- Chráněné studijní plochy (CHSP)
- Chráněný přírodní výtvor (CHPV)
- Chráněná přírodní památka (CHPP)

## Státní přírodní rezervace
V této kategorii byla území nestejné velikosti málo dotčená lidskou činností a zákon chránil celé území před zásahy lidí. Jejich vývoj řídily zpracované ochranářské plány. Byly určeny pro vědecké zkoumání území.
SPR patřila mezi chráněná maloplošná území. Vyhlašování těchto rezervací bylo později v kompetenci Ministerstva životního prostředí České republiky.

## Národní přírodní rezervace
V roce 1992 byl vydán nový zákon České národní rady č.114/1992 Sb. a následně vyhláška Ministerstva životního prostředí ČR, který předchozí zákon z roku 1956 nahradil. Změnilo se i označení kategorie státní přírodní rezervace, nahradila ji národní přírodní rezervace.